# Радошкі (Свентокшиське воєводство)
Радошкі (пол. Radoszki) — село в Польщі, у гміні Вільчиці Сандомирського повіту Свентокшиського воєводства.
Населення — 415 осіб (2011).
У 1975-1998 роках село належало до Тарнобжезького воєводства.

## Демографія
Демографічна структура на день 31 березня 2011 року:
|          | Загалом | Допрацездатний вік | Працездатний вік | Постпрацездатний вік |
| -------- | ------- | ------------------ | ---------------- | -------------------- |
| Чоловіки | 203     | 35                 | 147              | 21                   |
| Жінки    | 212     | 37                 | 121              | 54                   |
| Разом    | 415     | 72                 | 268              | 75                   |